# Боровлянское сельское поселение (Тюменская область)
Боровлянское се́льское поселе́ние — упразднённое муниципальное образование в Голышмановском районе Тюменской области Российской Федерации.
Административный центр — деревня Боровлянка.

## История
Статус и границы сельского поселения установлены Законом Тюменской области от 5 ноября 2004 года № 263 «Об установлении границ муниципальных образований Тюменской области и наделении их статусом муниципального района, городского округа и сельского поселения».

## Население
| 2010 | 2011 | 2012 | 2013 | 2014 | 2015 | 2016 |
| ---- | ---- | ---- | ---- | ---- | ---- | ---- |
| 704  | ↘703 | ↘678 | ↘646 | ↘636 | ↘614 | ↘610 |
| 2017 | 2018 | 2019 |      |      |      |      |
| ↘586 | ↘583 | ↘559 |      |      |      |      |

## Состав сельского поселения
| № | Населённый пункт | Тип населённого пункта          | Население |
| - | ---------------- | ------------------------------- | --------- |
| 1 | Алексеевка       | деревня                         | 74        |
| 2 | Боровлянка       | деревня, административный центр | 407       |
| 3 | Горбунова        | деревня                         | 135       |
| 4 | Свистуха         | деревня                         | 88        |